# 1652.
◄ | 16. stoljeće | 17. stoljeće | 18. stoljeće | ►
◄ | 1620-ih | 1630-ih | 1640-ih | 1650-ih | 1660-ih | 1670-ih | 1680-ih | ►
◄◄ | ◄ | 1649. | 1650. | 1651. | 1652. | 1653. | 1654. | 1655. | ► | ►►
Arhitektura • Astronomija • Glazba • Kazalište • Kemija • Kiparstvo • Knjige • Književnost • Kršćanstvo • Medicina • Politika • Pravo • Promet • Slikarstvo • Znanost

## Događaji
- Juraj Ratkaj je u Beču tiskao Zapise o kraljevima i banovima Dalmacije, Hrvatske i Slavonije.

## Rođenja
- 7. siječnja – Pavao Ritter Vitezović, hrvatski književnik, povjesničar, jezikoslovac i nakladnik

## Vanjske poveznice
|  | Zajednički poslužitelj ima još gradiva o temi 1652. |